# Château de Bonnefontaine (Bas-Rhin)
Le château de Bonnefontaine est un monument historique situé à Altwiller, dans le département français du Bas-Rhin.

## Localisation
Ce bâtiment est situé sur le domaine de Bonnefontaine à Altwiller.

## Historique
Le site de Bonnefontaine est occupé dès le néolithique ; une source curative y serait mentionnée pour la première fois en 1603 ; en 1816, un riche bâlois, Christophe Merian Hoffmann, acquiert la presque totalité des biens dépendant de la succession du prince de Nassau-Sarrebruck situés dans l'ancien comté de Sarrewerden ; Merian envisage la création d'une grande station thermale avec une maison de bains, ce sera le château édifié entre 1818 et 1822 sur les plans de l'architecte strasbourgeois Jean-Jacques Schuller ; les décors en stuc (actuellement déposé au musée de Sarre-Union) proviennent de la manufacture de Joseph Beunat fondée à Sarrebourg en 1805 et dont la décoration du château fut à la fois le dernier et le plus complet des ensembles réalisés par Beunat qui devait faire faillite en 1824 ; l'exploitation de la station thermale se solde par un échec, en 1836 Merian se résout à vendre ; après des reventes successives le domaine est acquis en 1878 par un industriel de Guebwiller Jean Schlumberger et restera dans cette famille jusqu'à son rachat récent par la famille Hoch ; le château, inhabité depuis 1926, est aujourd'hui ruiné. 
L'édifice fait l'objet d'une inscription au titre des monuments historiques depuis 1991.

## Architecture
Château de style néo-classique palladien avec un péristyle orné de sphinges et d'une grande salle pourvue d'une galerie.
Le château était à l'origine entouré de parcs, de jardins et de dépendances dont une salle de danse détruite.